# Eidsvold (Schiff, 1901)
Die Eidsvoldⓘ war ein Küstenpanzerschiff der königlich-norwegischen Marine. Sie wurde 1899 bei Armstrong-Whitworth in Newcastle upon Tyne, England, auf Kiel gelegt, am 14. Juni 1900 vom Stapel gelassen und 1901 in Dienst gestellt. Benannt war das Schiff nach dem Ort Eidsvold, in dem 1814 die erste norwegische Verfassung verabschiedet wurde, die grundsätzlich noch heute in Kraft ist.
Die Eidsvold wurde am 9. April 1940 beim Beginn des deutschen Angriffs auf Narvik durch das Flaggschiff des angreifenden deutschen Zerstörerverbandes, Wilhelm Heidkamp, mit einem Torpedofächer versenkt. Nur sechs von 181 Mann der Besatzung überlebten.

## Allgemeines
Die Eidsvold und ihr Schwesterschiff Norge wurden im Zuge der allgemeinen Aufrüstung gebaut, die Norwegen gegen eine eventuelle Militäraktion Schwedens schützen sollte und schließlich 1905 in der Auflösung der schwedisch-norwegischen Personalunion und der vollständigen Unabhängigkeit Norwegens gipfelte.
Da die zwei 1912 in Großbritannien georderten Panzerschiffe der Bjørgvin-Klasse (Bjørgvin und Nidaros) bei Ausbruch des Ersten Weltkriegs von der britischen Royal Navy beschlagnahmt wurden, bildeten die Eidsvold und ihr Schwesterschiff Norge, obwohl längst vollkommen veraltet, bis zum 9. April 1940, als beide vor Narvik von deutschen Zerstörern versenkt wurden, das Rückgrat der norwegischen Marine.

## Baugeschichte
Wegen der vorgenannten Spannungen zwischen den in Personalunion verbundenen Staaten genehmigte das norwegische Parlament 1895 den Bau von vier neuen Panzerschiffen, um vorhandene veraltete Monitore zu ersetzen. Wegen der Spannungen wurden sie nicht in Schweden bestellt, wo derartige Schiffe schon gebaut worden waren, sondern die britische Firma Sir William G. Armstrong erhielt 1895 den Bauauftrag für zwei Schiffe von 3500 t, die 1897 und 1898 als Harald Haarfagre und Tordenskjold in Dienst kamen und über zwei 21-cm-Geschütze in Einzeltürmen und eine 12-cm-Mittelartilleriebatterie verfügten.

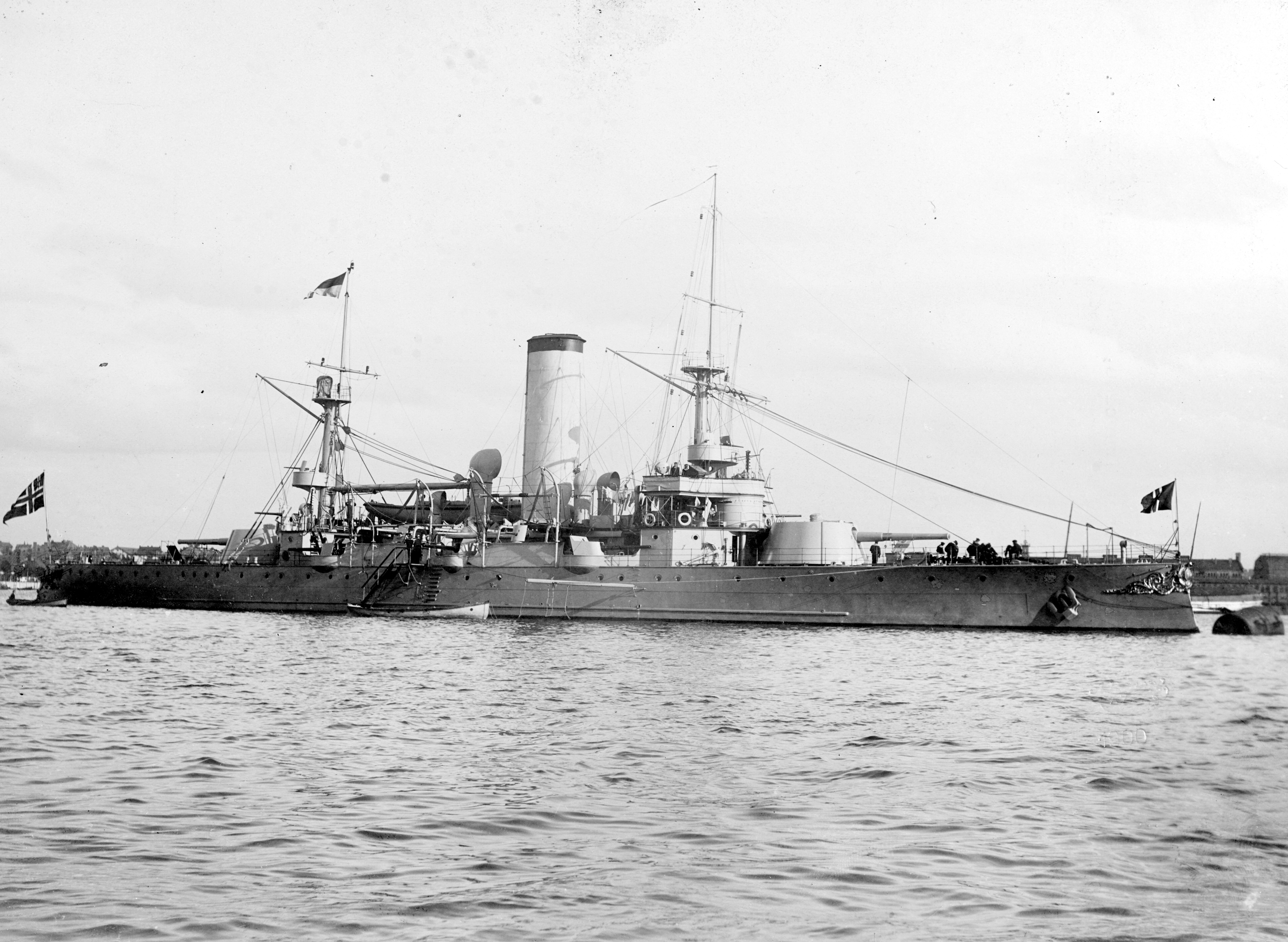
Die Tordenskjold 1900 in Kiel

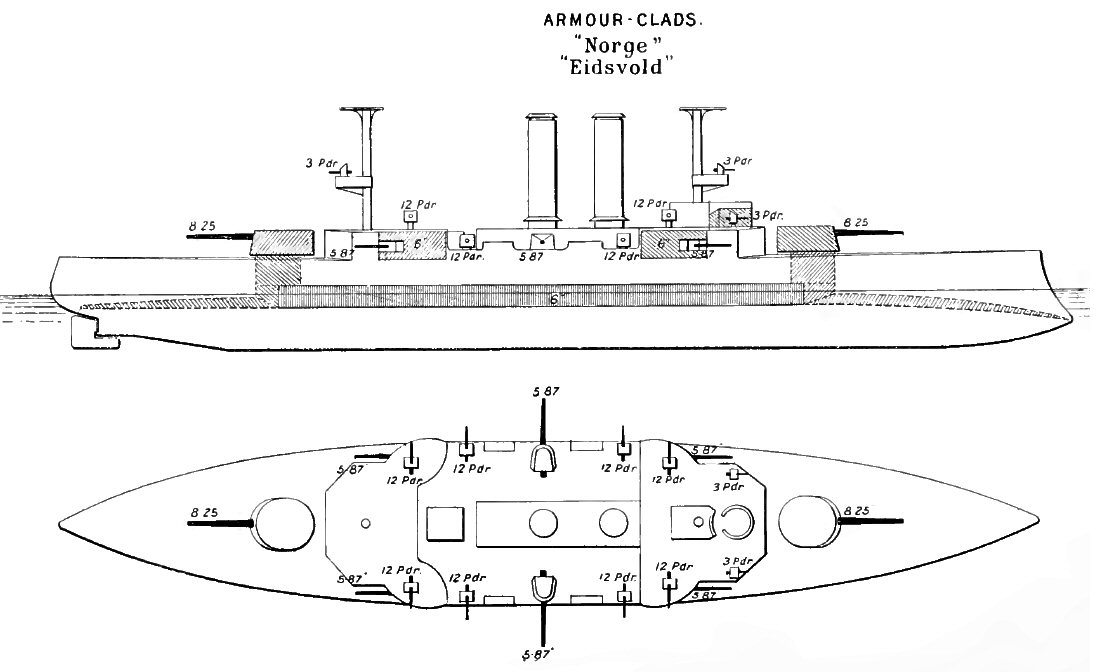
Plan der Eidsvold und Norge (aus Brassey’s 1902)

Der Chefkonstrukteur der britischen Baufirma, Philip Watts, besuchte anschließend mit einigen Mitarbeitern Norwegen und versuchte, auch die weiteren Aufträge zu erlangen. Sechs unterschiedliche Entwürfe wurden den Norwegern vorgelegt, die schließlich im Januar 1899 den Auftrag für zwei weitere Schiffe erteilten. Diese Schiffe waren 94,6 m lang und 15,7 m breit, hatten 5,4 m Tiefgang und waren damit etwas länger und breiter als die vorangegangenen Einheiten der Tordenskjold-Klasse. Mit 3848 tn.l. Konstruktions-Wasserverdrängung (3645 tn.l. Standardverdrängung) waren sie die größten Kampfschiffe der norwegischen Marine. Sie hatten 152 mm Gürtelpanzerung und 203 mm Turmpanzerung aus dem moderneren Krupp-Stahl, waren allerdings nur unzulänglich gegen Unterwasserwaffen (Minen und Torpedos) geschützt. Die Höchstgeschwindigkeit betrug 17,2 Knoten. Die Besatzung bestand ursprünglich aus 270 Mann, wurde aber 1940 auf nur noch 238 reduziert.
Mit zwei 21-cm-Geschützen als Hauptbewaffnung sowie sechs 15-cm- und sechs 7,6-cm-Geschützen, vier 4,7-cm-Schnellfeuergeschützen und zwei Unterwassertorpedorohren waren sie für ihre Zeit sehr kampfkräftig, den Schiffen der deutschen Siegfried-Klasse vergleichbar bzw. sogar überlegen. Sie waren jedoch schon sehr bald durch die Entwicklung der Dreadnought-Linienschiffe veraltet. Von den beiden zuvor gelieferten Schiffen waren die Norge und die Eidsvold durch zwei Schornsteine leicht zu unterscheiden. Ihre Kampfkraft war durch die auf 15-cm-Geschütze verstärkte Mittelartillerie und die moderne Krupp-Panzerung höher.

## Selbstständigkeit Norwegens
Als es zur Trennung Norwegens von Schweden kam, gab es auf beiden Seiten Parteien, die eine kriegerische Trennung befürchteten, zum Teil auch wollten. Die Eidsvold war zu dieser Zeit das Flaggschiff der norwegischen Flotte von vier neuen Panzerschiffen und 18 Torpedobooten. Die schwedische Flotte bestand aus acht modernen und drei alten Panzerschiffen, fünf Torpedokreuzern der Örnen-Klasse von 800 Tonnen, 23 modernen Torpedoboote und dem U-Boot Hajen. Die schwedische Flotte verlagerte zwar etliche Einheiten nach Westen, hatte aber keine Pläne, Norwegen anzugreifen.
Die vier norwegischen Küstenpanzerschiffe bildeten mit sechs Torpedobooten 1. Klasse vom Typ Hval und dem Zerstörer Valkyrjen als Führungsboot an der Südküste westlich des Oslofjord das „Skagerrak-Geschwader“, um dort einen befürchteten schwedischen Angriff von See auf Oslo und die militärischen und industriellen Installationen in Ostnorwegen abzuwehren; es wurde auch eine Offensivaktion gegen Göteborg geplant. Die anderen vier Torpedoboote 1. Klasse und die beiden Kreuzer Frithjof und Viking blieben vor Bergen. Bevor es zu kriegerischen Handlungen kam, wurde eine politische Lösung gefunden.

## Erste und einzige Kampfhandlung
Am frühen Morgen des 9. April 1940 liefen im Zuge des Unternehmens Weserübung zehn Zerstörer der deutschen Kriegsmarine unter Kommodore Friedrich Bonte bei Nebel und Schneetreiben in den Ofotfjord vor Narvik ein. Ihre Ankunft wurde von norwegischen Handelsschiffern bemerkt und gemeldet, woraufhin sich die beiden im Hafen befindlichen Küstenpanzerschiffe Eidsvold und Norge zum Gefecht bereitmachten, allerdings mit unvollständiger Besatzung.

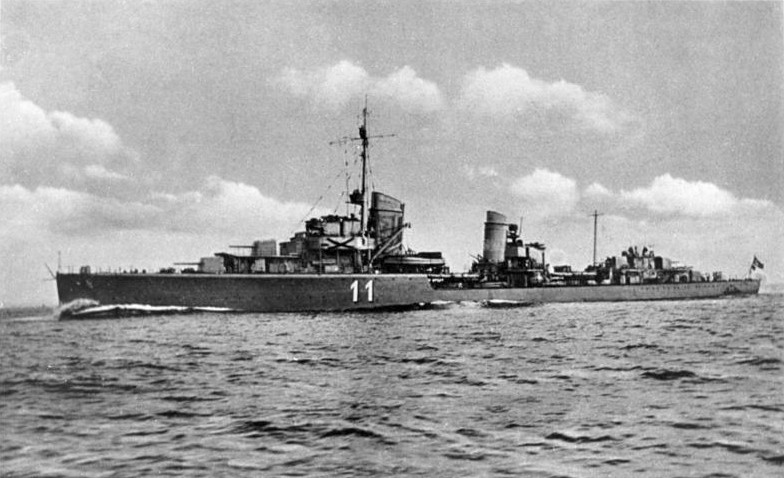
Zerstörer vom Typ 34

Gegen 4:15 Uhr sichtete Fregattenkapitän Willoch auf der Eidsvold den führenden deutschen Zerstörer, die Wilhelm Heidkamp, Flaggschiff des Kommodore Bonte. Da sein Leuchtsignal nicht erwidert wurde, ließ Willoch einen Warnschuss feuern und hisste das internationale Flaggensignal zum Stoppen. Die Wilhelm Heidkamp stoppte und signalisierte, dass man einen Offizier zu Verhandlungen schicken werde. Ein Boot brachte Korvettenkapitän Gerlach und einen Signalmaat zur Eidsvold. Während Gerlach mit Willoch verhandelte, ließ der norwegische Kapitän seine scharf geladenen 21-cm- und 15-cm-Geschütze auf den nur wenige hundert Meter entfernten Zerstörer richten.
Gerlach versuchte Willoch davon zu überzeugen, dass die deutschen Schiffe nicht als Feinde in Norwegen erschienen waren und dass Willoch kampflos aufgeben solle. Willoch lehnte ab, bat jedoch um zehn Minuten Bedenkzeit, die er dazu nutzte, den Kommandanten der Norge, Per Askim, seinen unmittelbaren Vorgesetzten, darüber zu informieren, dass er zum bewaffneten Widerstand entschlossen sei. Als Willoch nach Ablauf der zehn Minuten eine kampflose Kapitulation ein zweites Mal ablehnte, verließ Gerlach die Eidsvold und schoss von seinem Boot aus ein verabredetes Signal, das Bonte die Kampfentschlossenheit der Norweger anzeigte.
Willoch ließ sein Schiff Fahrt aufnehmen, auf die Wilhelm Heidkamp zusteuern und gab den drei 15-cm-Geschützen der Backbordbatterie Feuer frei. Wohl auch um einem Rammen durch die Eidsvold zuvorzukommen, schoss die Wilhelm Heidkamp sofort vier Torpedos, von denen drei trafen – noch ehe die Norweger ihren ersten Schuss abgefeuert hatten. Einer brachte vermutlich eine Munitionskammer zur Explosion. Das Schiff brach auseinander und sank innerhalb von Sekunden mit sich drehenden Schrauben. Nur sechs der 181 Mann an Bord überlebten.

## Verbleib
Nur noch Reste des Wracks liegen in flachem Wasser am Eingang zum Hafen von Narvik; der Großteil wurde vor Ort gehoben und verschrottet.